# Jane Ira Bloom
 (janvier 2020).
Jane Ira Bloom (née à Boston le 12 janvier 1955) est une saxophoniste soprano et compositrice américaine.